# Kájov (nádraží)
Kájov je železniční stanice ve východní části obce Kájov (dříve Kladné) v okrese Český Krumlov v Jihočeském kraji nedaleko říčky Polečnice. Leží na jednokolejné neelektrizované trati České Budějovice – Černý Kříž.

## Historie

### Začátky lokální dráhy
Železnici z Českých Budějovic do Nové Pece (dříve Želnava) vybudovala Rakouská společnost místních drah (Österreichische Lokaleisenbahn-gesellschaft, zkratka ÖLEG) v letech 1891–1892. V roce 1891 byl zprovozněn úsek České Budějovice – Kájov v délce 35 km a v roce 1892 úsek Kájov – Nová Pec v délce 39 km. Úpravu regionálních drah definoval zákon č. 56/1880 říšského zákoníku z 25. května 1880. Zde došlo poprvé k diferenciaci železnic na hlavni a lokální dráhy, na které byly kladeny nižší technické požadavky než na tratě hlavní, a který definoval konkrétní finanční úlevy na jejich stavbu i provoz. Šlo o jedinou lokální trať velké železniční společnosti podpořenou státem v Čechách finanční půjčkou z veřejných financí (2 400 000 korun) a subvencí země (100 000 korun).

### Trasa

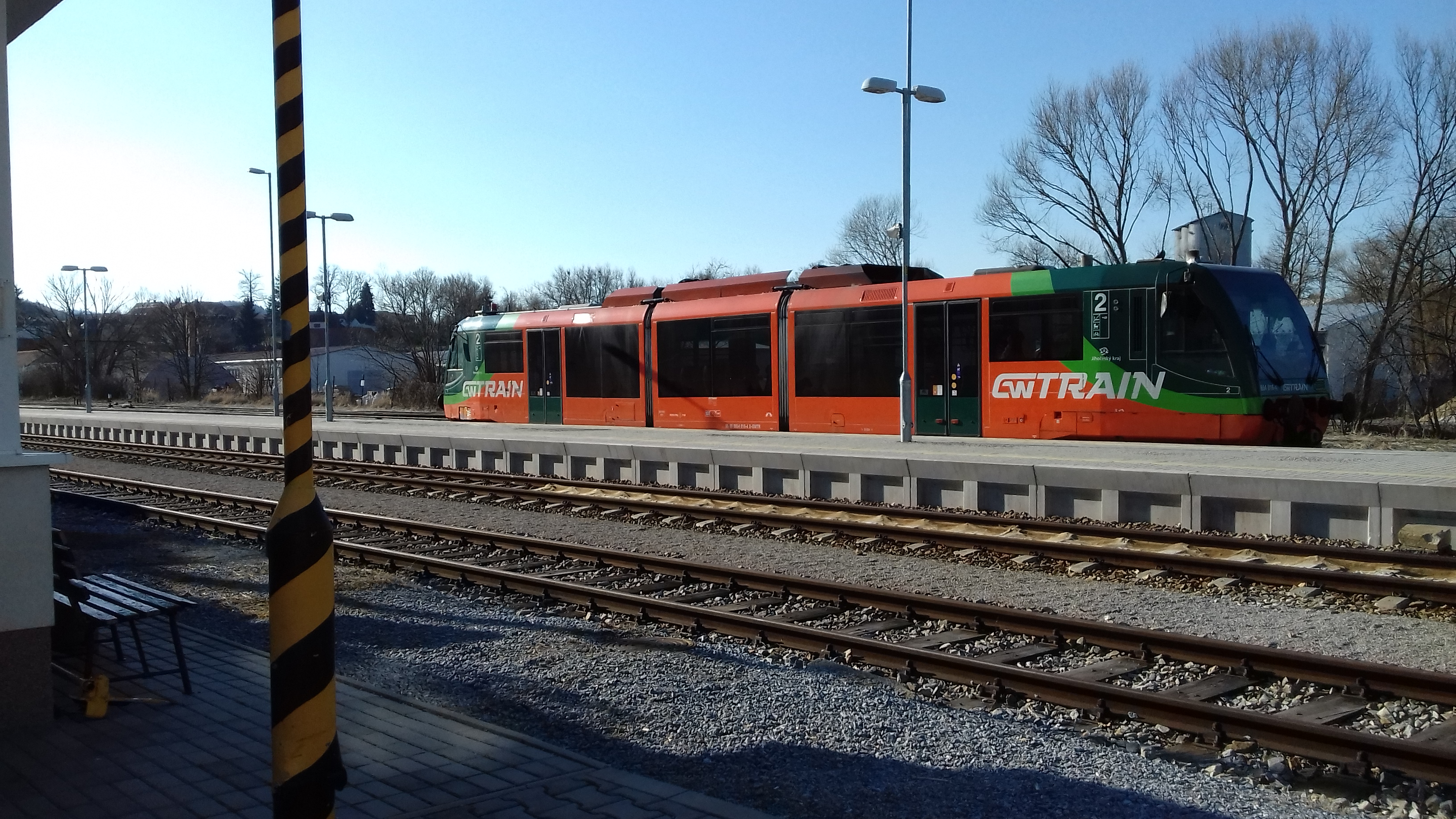
Příjezd vlaku od Hořic

Projekt pocházel z roku 1880–1883, ale výstavba byla odložena o šest let kvůli sporům stavitele ÖLEG a primogeniturou Schwarzenbergů (Český Krumlov), majitelem poloviny pozemků pod trasou budoucí tratě. Trasa dráhy byla totožná s dnes používanou trasou, která vznikla až při výstavbě Lipenské přehradní nádrže. V úseku Černá v Pošumaví vedla po levém břehu řeky Vltavy, v průběhu výstavby byla přesunuta na pravý břeh a řeku Vltavu překonávala až v těsné blízkosti stanice Želnava. Důvodem byla plánovaná odbočka do Horních Rakous a k lesům Šumavy. Spor se Schwarzenbergy byl ukončen dohodou 3. dubna 1890.

### Výstavba a otevření
Výstavba železniční stanice Kájov pokračovala v souladu s harmonogramem: přijímací budovy 21. května – 15. října 1891; skladiště zboží 6. června – 15. listopadu 1891; remíza (výtopna) s příslušným uhelným hospodářstvím a dílnou 3. září – 15. října. Nádražní budova jako veřejná stavba odpovídala dobovým hygienickým předpisům (mj. i studnu s pitnou vodou). Jízdní doba z Českých Budějovic do Kájova trvala dvě hodiny a patnáct minut, na celé trati čtyři až pět hodin. První vlak do Kájova přijel dne 20. listopadu 1891, oslavy se konaly 3. července 1892, kdy byl otevřen celý provoz až do Želnavy. K 1. lednu 1894 byla želnavská trať i společnost ÖLEG zestátněna a začleněna do sítě rakouských státních drah – Kaiserlich-königliche Staatsbahnen (kkStB). Od roku 1910 byla trať prodloužena do stanice Černý Kříž, a osobní i nákladní doprava pokračovala po zprovozněné trati 197 z Číčenic do Nového Údolí – Haidmühle.

### Po roce 1918
Po roce 1918 správu železnice přebraly Československé státní dráhy, od roku 1993 České dráhy a od roku 2008 Správa železniční dopravní cesty (nynější Správa železnic). V roce 2014–2016 prošla celá trať rekonstrukcí: byly zpevněny železniční svršky, vyměněny koleje a pražce, původní hranová nástupiště byla nahrazena ostrovním, trať byla opatřena novým zabezpečovacím zařízením. 

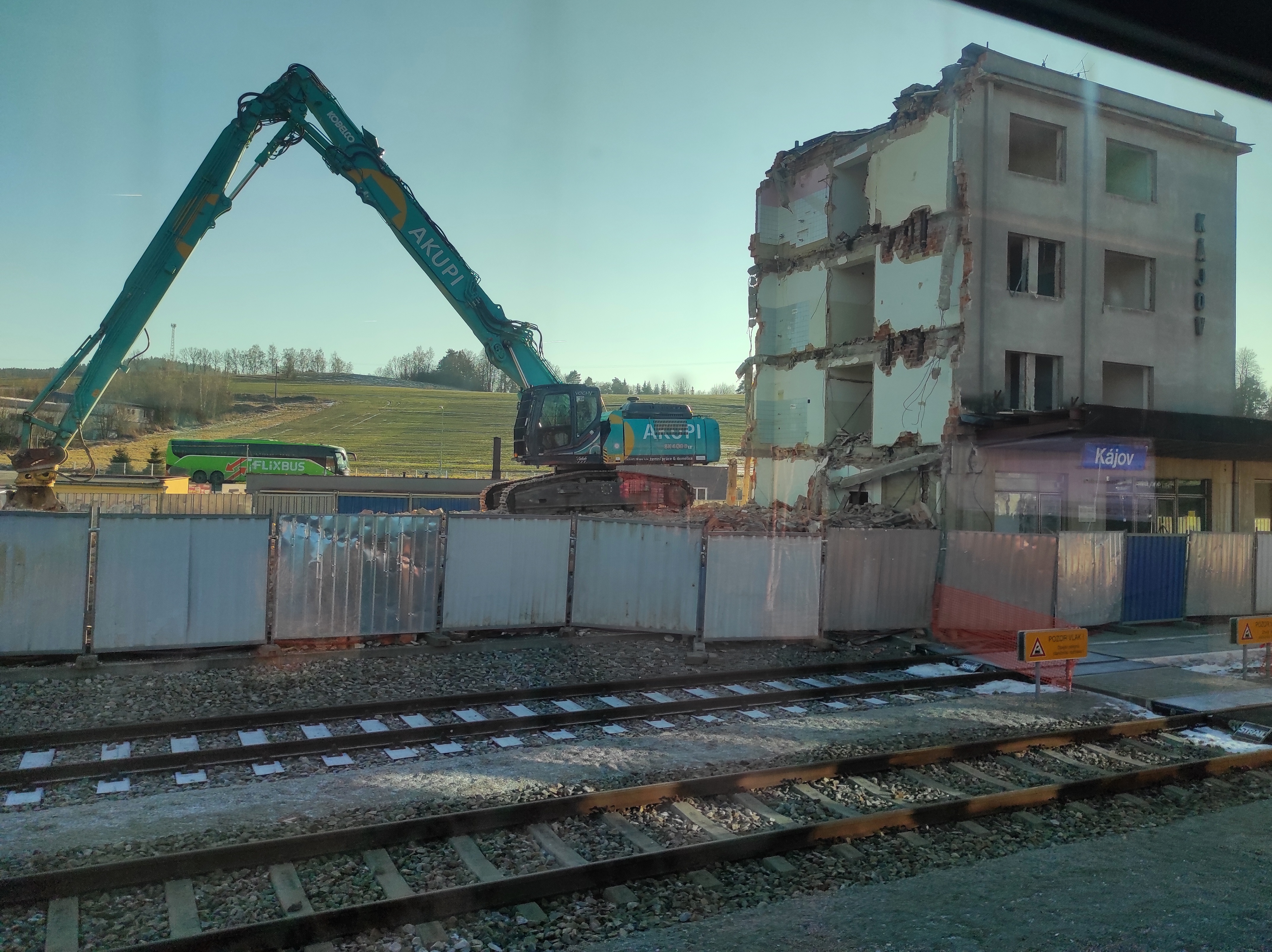
Demolice výpravní budovy v lednu 2024

 Provoz na celé trati je řízen z nově postavené manipulační budovy. Čtyřpatrové nádražní budova ze 70. letech 20. století, (vzniklá rekonstrukcí původní přízemní budovy z 19. století), byla uzavřena i pro veřejnost. Ve stanici zastavují pravidelné osobní vlaky soukromého dopravce (od prosince 2017) GW Train Regio, od prosince 2016 pravidelný expres Praha – Český Krumlov v režii Českých drah. Tento je v Kájově odstaven pro nedostatečný rozsah kolejiště ve stanici Český Krumlov. Ministerstvo dopravy zveřejnilo seznam nádražních budov určených k opravě či modernizaci do roku 2025. Pro Kájov se plánuje příprava zadání na rok 2021 a vyčleněna částka 24 000 000 Kč. V roce 2024 byla zahájena demolice již nevyužívané výpravní budovy, která bude nahrazena přístřeškem pro cestující.

## Popis

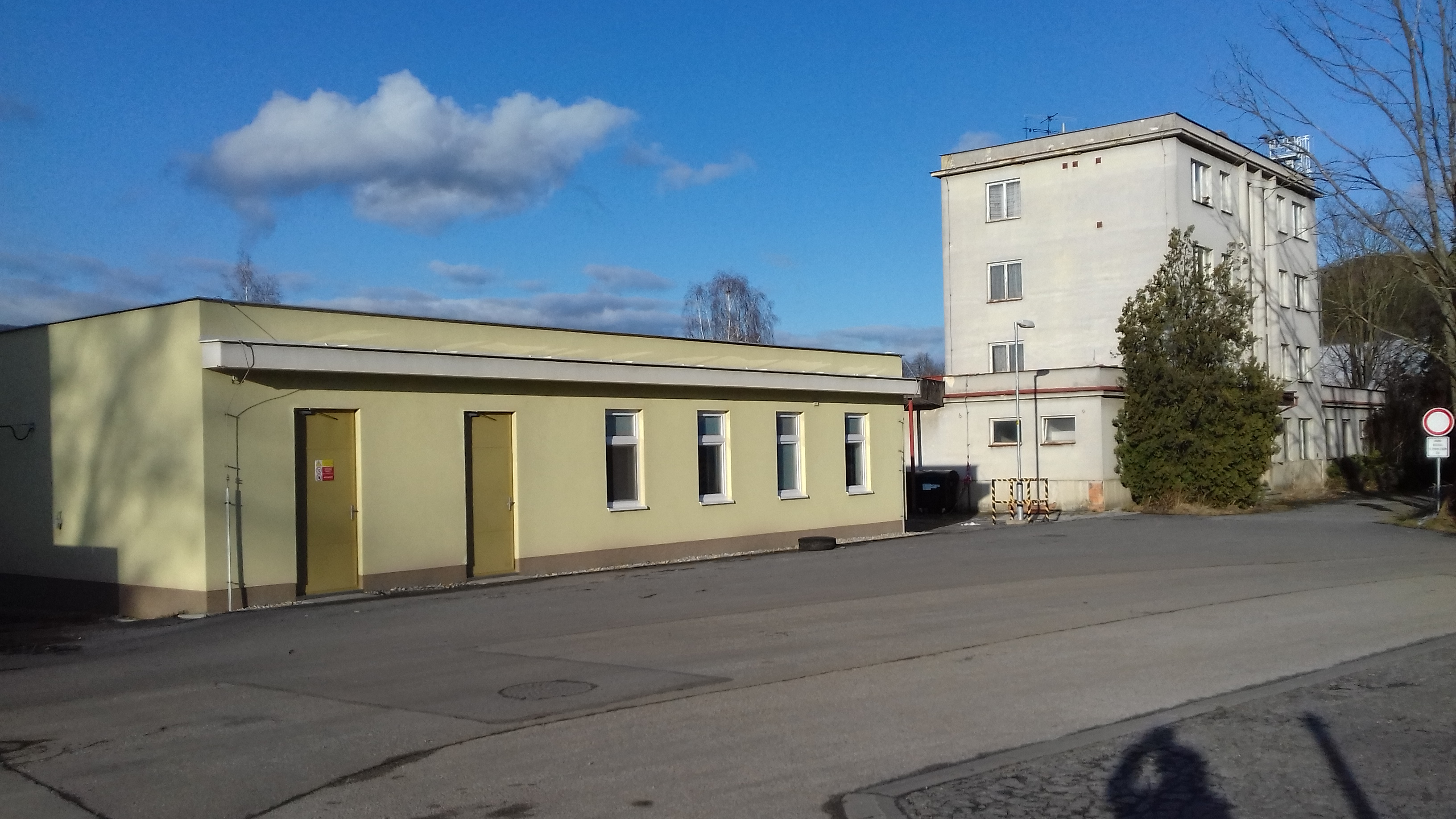
Manipulační budova (2015) a přestavěná nádražní budova (70. léta 20. stol.)

### Technická data

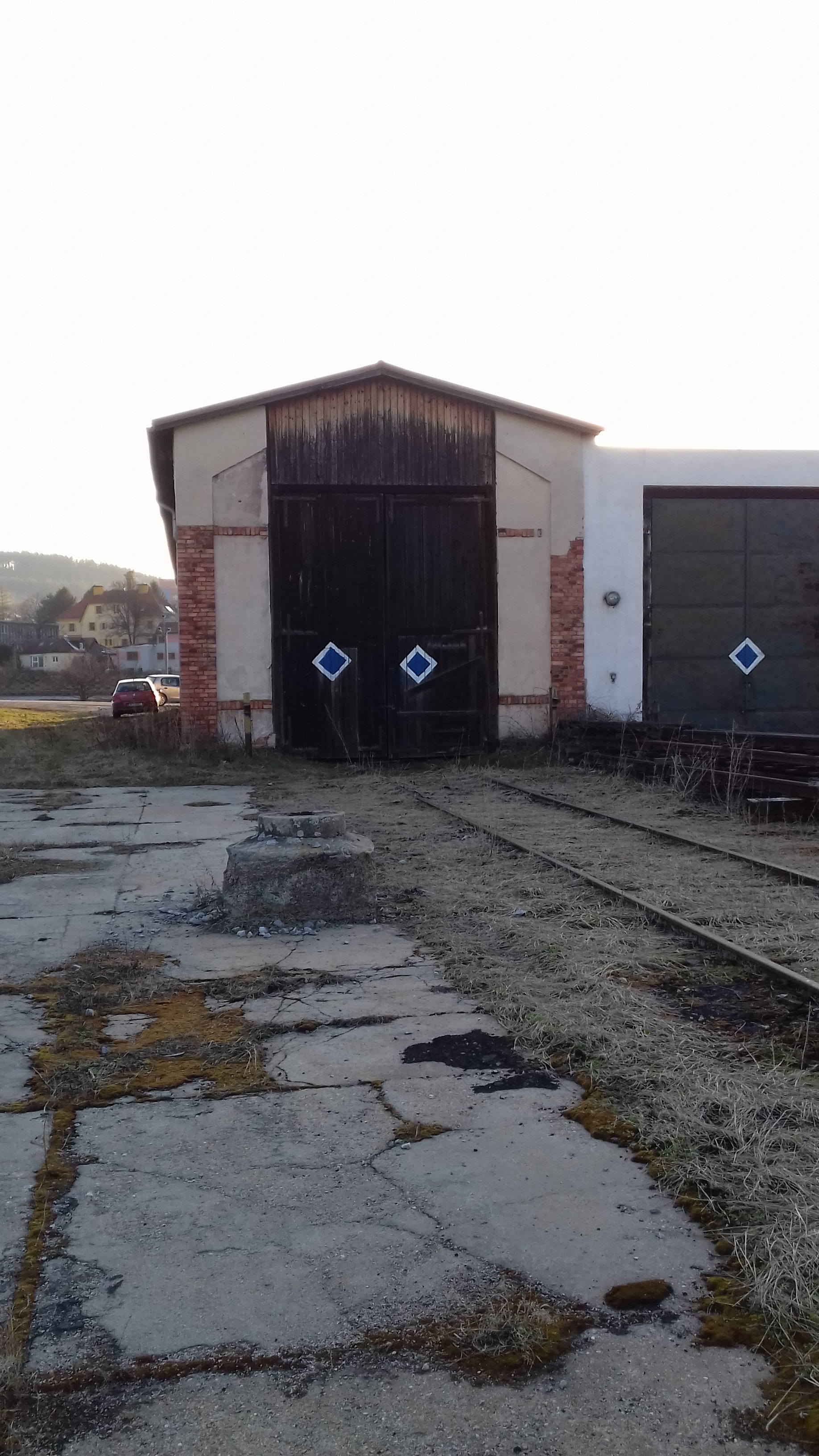
Nepoužívaná remíza (výtopna)

Některá technická data dráhy České Budějovice – Želnava (dnes Nová Pec): délka 72 km, byly použity kolejnice o délce 7,5 m, maximální sklon 20 ‰, ve stanicích maximálně 2,5 ‰, vzdálenost kolejí ve stanicích minimálně 4 m a poloměr oblouku minimálně 200 m. Vozový park tvořily čtyři lokomotivy, osm osobních vozů, tři služební vozy, čtyřicet šest nákladních vozů různých druhů a jeden sněhový pluh. Maximální dovolená rychlost byla 25 km/hod. Byly vystaveny tři ocelové mosty: 1) přes Vltavu u Poříčí, 2) přes údolí Holubovského potoka u Křemže, 3) u Černé v Pošumaví. Na trati od Českých Budějovic vznikly následující stanice: Poříčí (Poříč – osada obce Boršov), Koroseky (Korosek), Křemže (Krems – Mritsch), Holubov (Adolfsthal), Zlatá Koruna (Goldenkron), Český Krumlov (Krumau), Kájov (Gojau), Hořice (Horritz), Polná (Stein – Irresdorf), Polečnice (Neustift – Quintoshing), Černá – Hůrka (Swarzbach – Stuben), dnes již neexistující Pestřice (Stögenwald) na pravém břehu řeky Vltavy, Horní Planá (Oberplan), Želnava (Selnau) – dnes Nová Pec.

### Staniční vybavení
Většina stanic byla vybavena dvěma dopravními a jednou manipulační kolejí. V Českém Krumlově a v Želnavě bylo o jednu kolej více, ve stanicích Koroseky, Holubov, Polná a Stögenwald byla jedna manipulační kolej. Kájov jako méně důležitá stanice měl přízemní budovu s částečně obytným podkrovím, stejně jako Poříčí, Holubov, Zlatá Koruna, Polná a Polečnice. Důležitější stanice (Křemže, Hořice, Černá, Horní Planá) měly budovu patrovou, Český Krumlov ve dvojnásobné délce. Želnava měla největší dvoupatrovou budovu (9 bytů pro staniční personál, strojvůdce, topiče, vlakvedoucí a průvodčí). Byla zde točna a lokomotivní remíza s dílnou. Pro provoz parních lokomotiv bylo důležité vodní hospodářství. Vodárny s rezervoáry a s vodními jeřáby byly vybudovány ve Křemži, Kájově, Polné a Želnavě. Původní plán také počítal s vlečkami ke Schwarzenberským knížecím grafitovým dolům v Černé v Pošumaví a u Mokré a k parní pile u Želnavy.

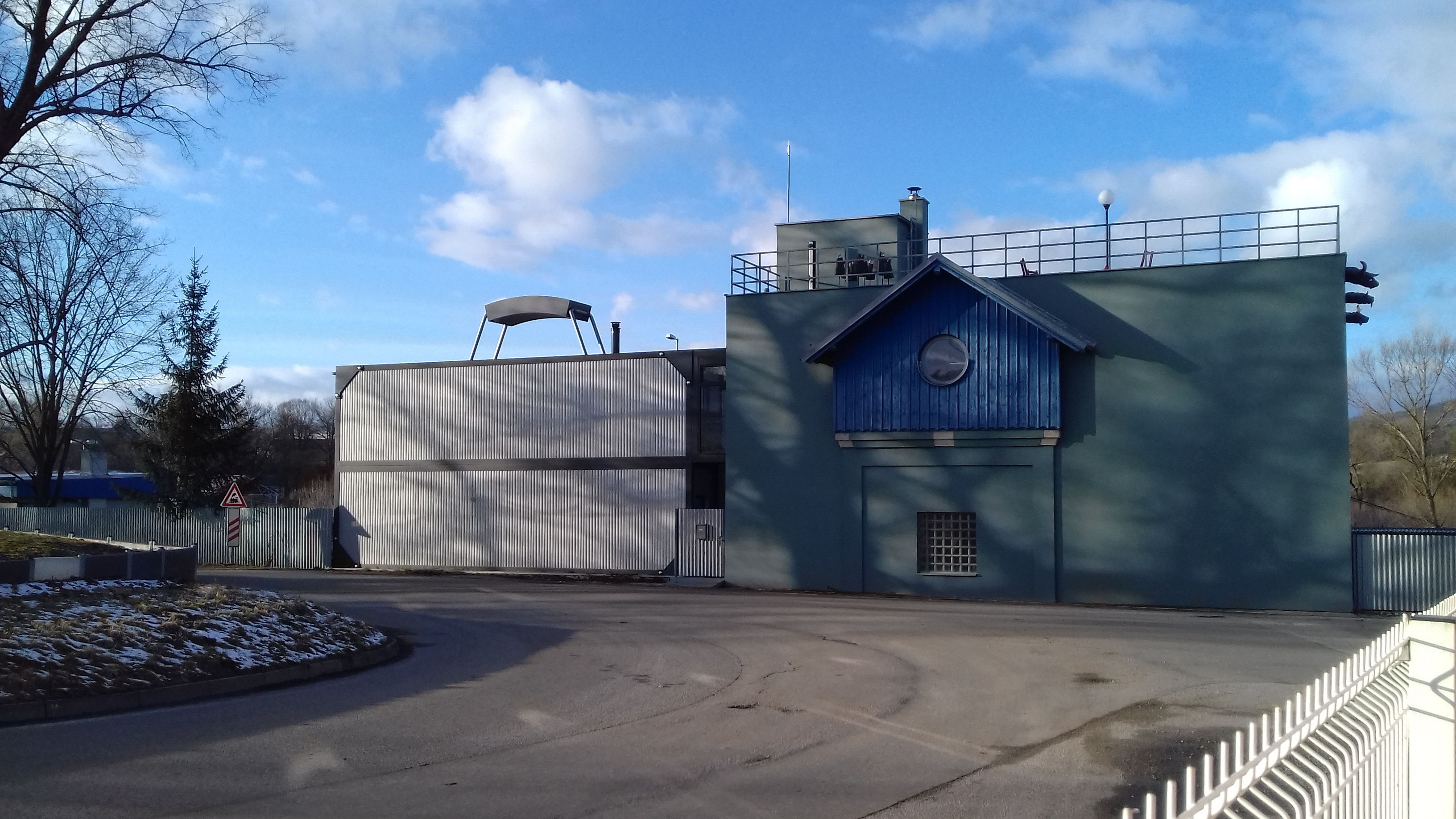
Bývalá vodárna v novém provedení

### Bývalá vodárna v novém provedení
Budovy bývalé vodárny a dvou garáží zakoupil od Českých drah českokrumlovský sochař Miroslav Páral a použil je na originální sochařský ateliér. Kovový dům v podobě kufru (12 × 6 × 3,6 metru) postavil s pomocí přátel jako symbol útěku a deportací. Jak sám uvedl, poprvé ho kufr okouzlil jako malého chlapce, když v domě svých rodičů našel na půdě kufr po odsunutých sudetských Němcích. Tři kufry jako artefakty byly poprvé součástí výstavy v českokrumlovské synagoze, znovu otevřené v roce 2012. Sloužily poté jako poutače pro exteriér města, aby lidé opravenou synagogu našli.

## Galerie

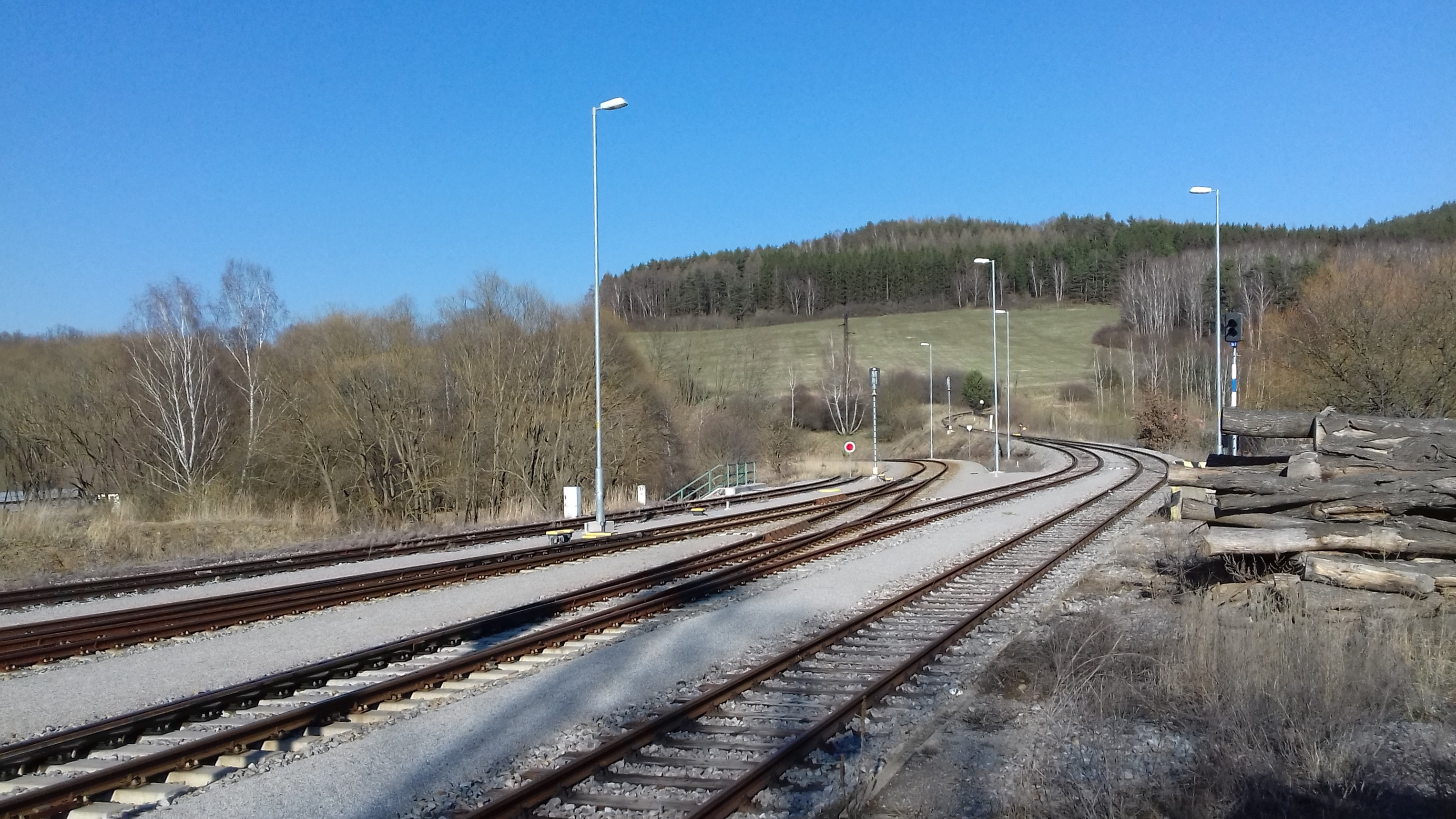
Do Krumlova (vlevo) a do Větřní (vpravo)
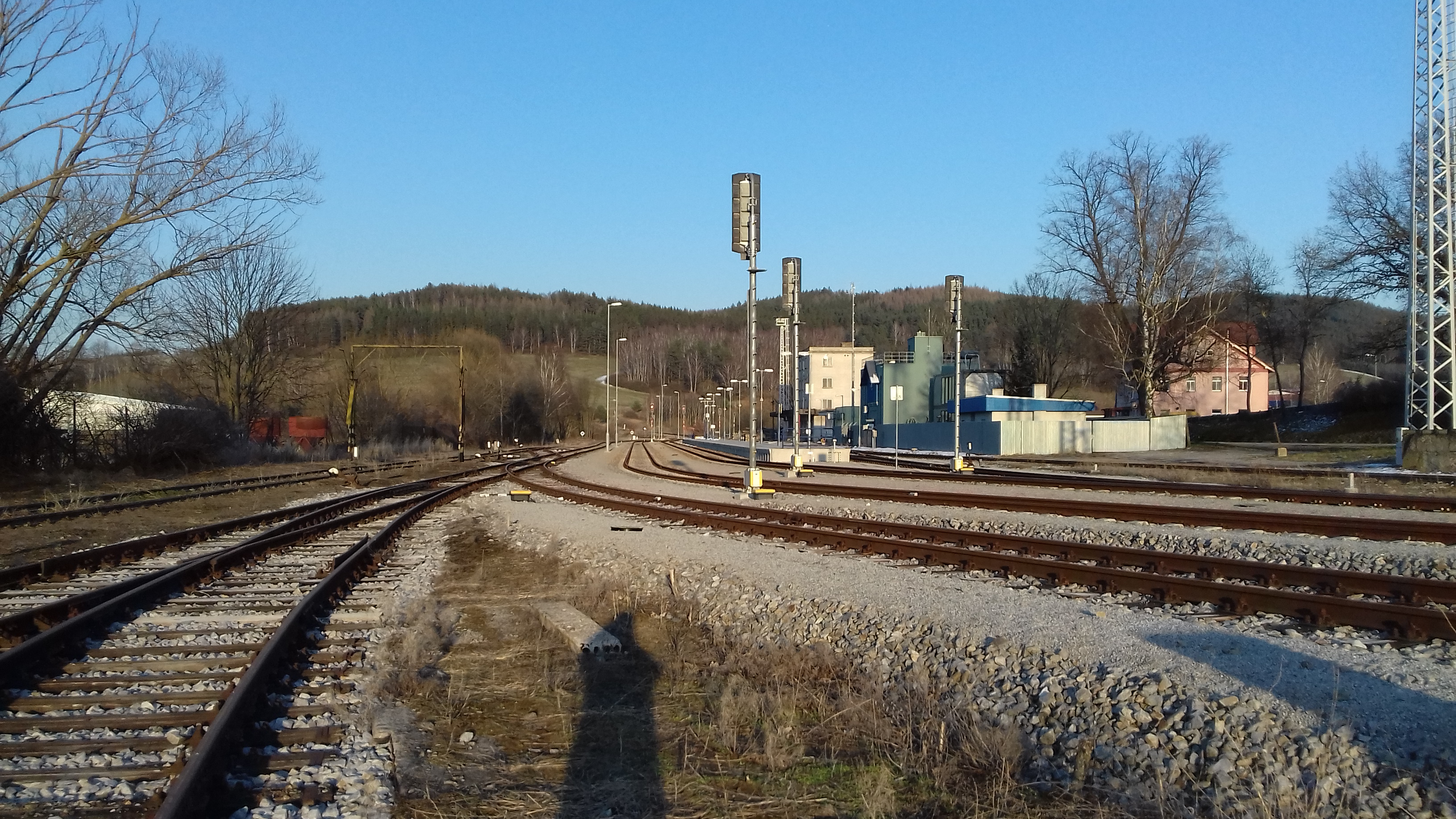
Staniční koleje
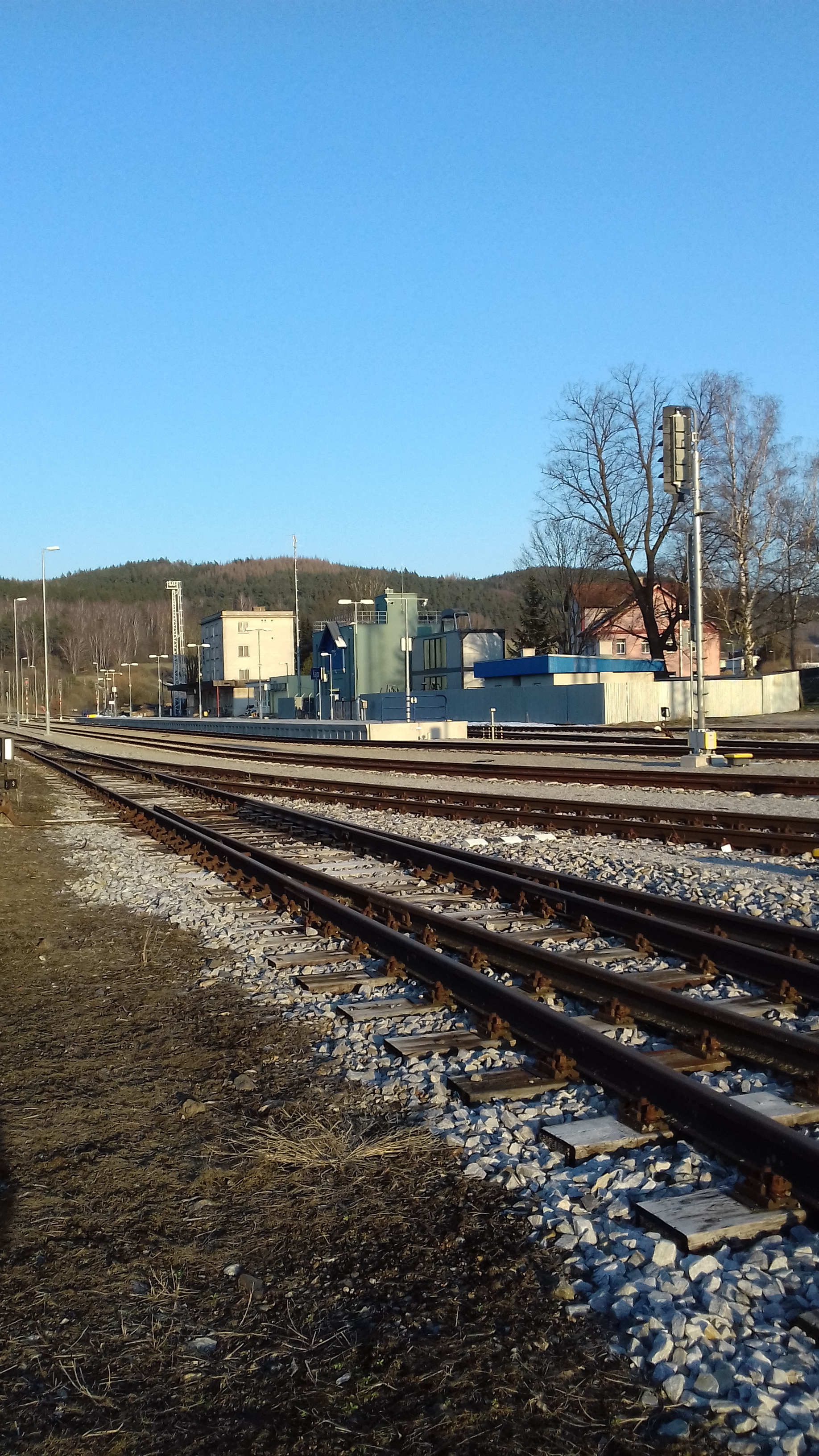
Příjezd do Kájova od Hořic
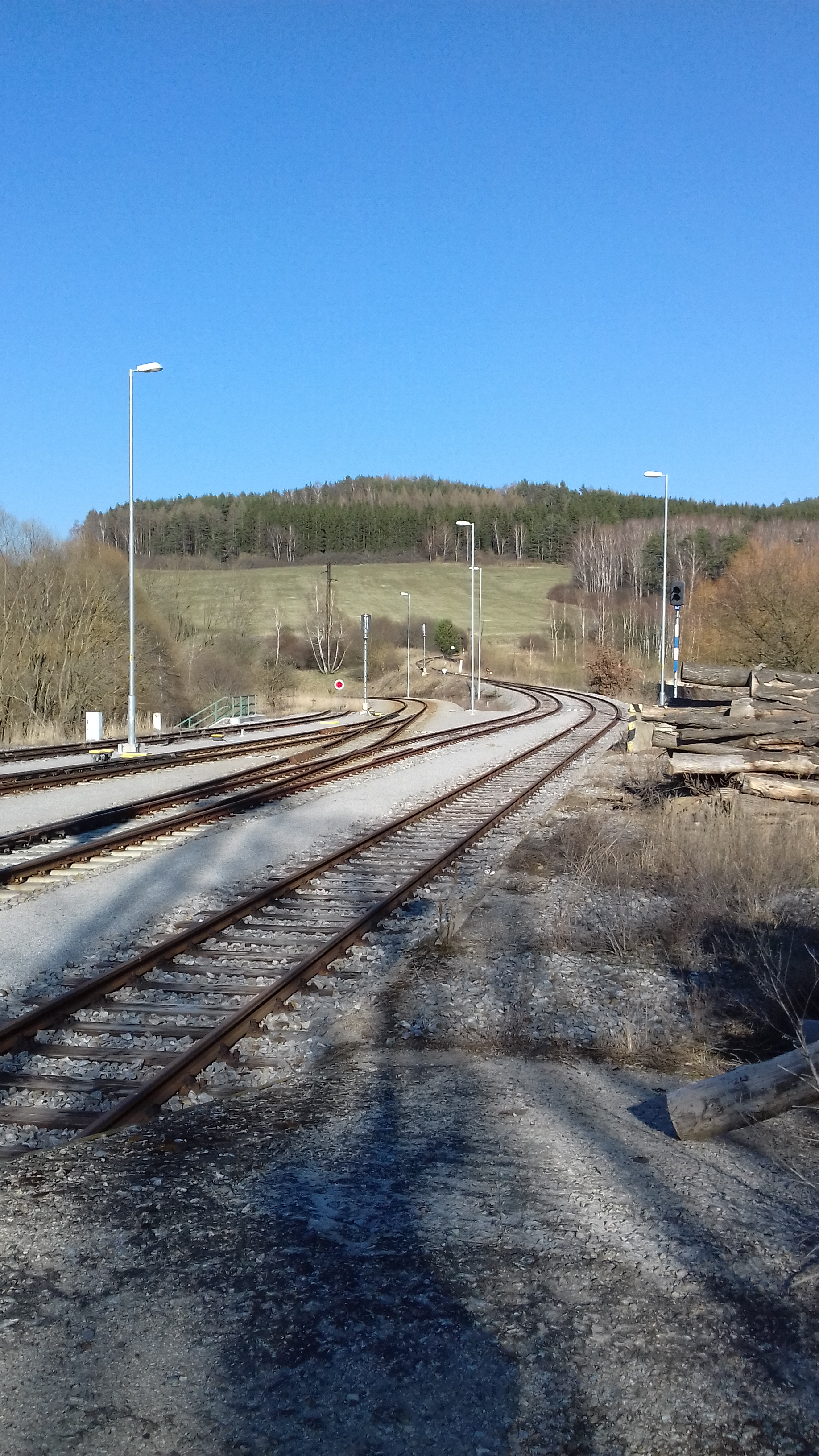
Vlečka do Větřní (na Úvrať)
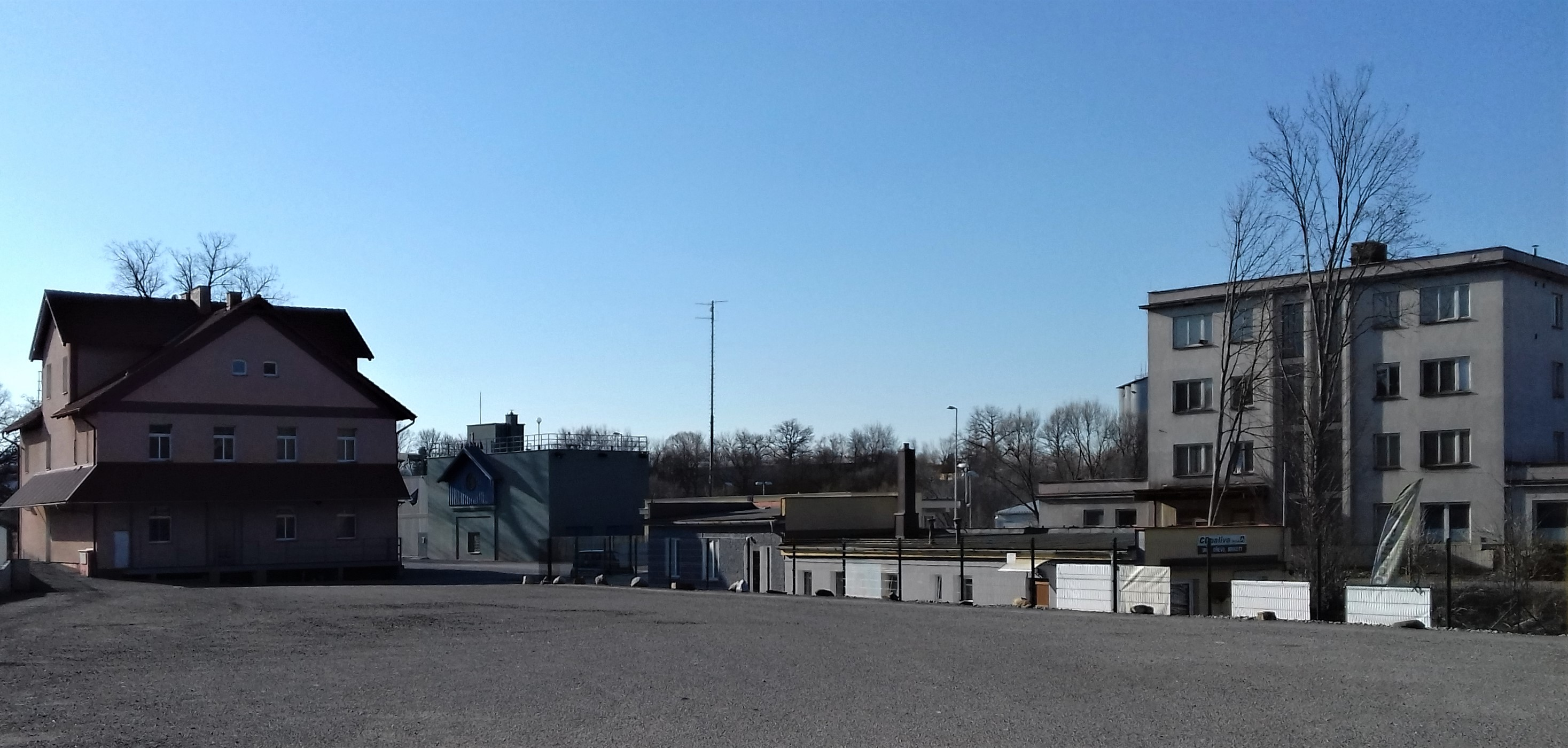
Nádraží a kájovská hospoda
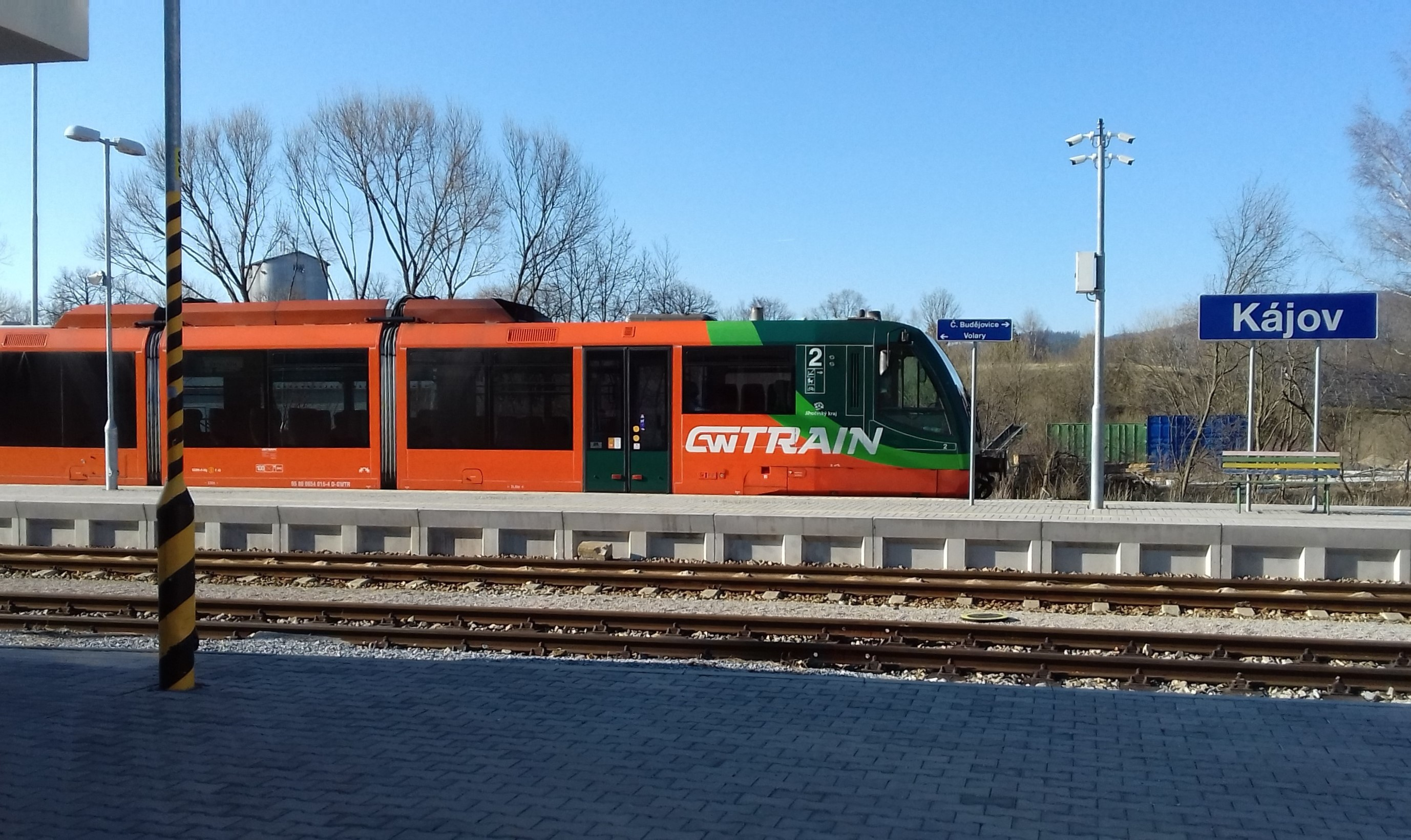
Odjezd do Č. Krumlova